# John Gadret
John Gadret (Épernay, França, 22 de abril de 1979) é um ciclista francês que competiu pela equipa Movistar Team antes de se retirar. Era um profissional também em ciclocross, onde foi duas vezes campeão de França (2004 e 2006)
Estreiou como profissional na temporada de 2004 nas fileiras da equipa belga Chocolade Jacques-Wincor-Nixdorf.
Sua atuação mais destacada como profissional foi no Giro d'Italia de 2011, onde ganhou a 11.ª etapa com meta em Castelfidardo, onde se impôs a Joaquim Rodríguez e Giovanni Visconti, graças a um seco ataque no último quilómetro. Ademais, finalizou 3.º na classificação geral, seu melhor posto numa grande volta por etapas.

## Palmarés

### Ciclocross
| 2002 (como amador) - - 3.º no Campeonato da França - 2003 - 2.º no Campeonato da França - Lanarvily - Authée-sur-Cher Cyclocross - 2004 - Campeonato da França - Vossem - Châteaubernard - Sedan - 2005 - 2.º no Campeonato da França - Val Joly - Châteaubernard - 2006 - Campeonato da França | - 2007 - 2.º no Campeonato da França - 2008 - 2.º no Campeonato da França - 2011 - 2.º no Campeonato da França - 2012 - Pétange - 2013 - 3.º no Campeonato da França - 2016 - 3.º no Campeonato da França - 2017 - 3.º no Campeonato da França |

### Estrada
- 2007
  - GP Kanton Aargau
  - Tour de l'Ain, mais 1 etapa

- 2008
  - 1 etapa do Tour de l'Ain

- 2011
  - 3.º no Giro d'Italia, mais 1 etapa

## Resultados em Grandes Voltas e Campeonatos do Mundo
Durante a sua carreira desportiva conseguiu os seguintes postos nas Grandes Voltas e nos Campeonatos do Mundo em estrada:
| Corrida            | Corrida            | 2004 | 2005 | 2006 | 2007 | 2008 | 2009 | 2010 | 2011 | 2012 | 2013 | 2014 | 2015 |
| ------------------ | ------------------ | ---- | ---- | ---- | ---- | ---- | ---- | ---- | ---- | ---- | ---- | ---- | ---- |
|                    | Giro d'Italia      | Ab.  | —    | Ab.  | —    | —    | —    | 13.º | 3.º  | 11.º | —    | —    | —    |
|                    | Tour de France     | —    | —    | —    | 54.º | Ab.  | —    | 18.º | Ab.  | —    | 22.º | 19.º | —    |
|                    | Volta a Espanha    | —    | —    | —    | —    | 18.º | Ab.  | —    | —    | Ab.  | —    | —    | —    |
| Mundial em Estrada | Mundial em Estrada | —    | —    | —    | —    | 46.º | —    | —    | —    | —    | —    | —    | —    |

—: não participa

Ab.: abandono

## Equipas
- Cofidis (2003)[2]
- Chocolade Jacques-Wincor-Nixdorf (2004)
- Jartazi-Revor (2005)
- Ag2r (2006-2013)
  - Ag2r Prévoyance (2006-2007)
  - AG2R La Mondiale (2008-2013)
- Movistar Team (2014-2015)